# NGC 151
NGC 151 è una galassia a spirale barrata di media grandezza, situata nella costellazione della Balena.

## Descrizione
La galassia appare vista quasi di fronte, e presenta dei brillanti bracci di spirale di colore blu, dove sono presenti attivi centri di formazione stellare. I bracci di spirale presentano una importazione separazione tra loro.
NGC 151 venne utilizzata da Gérard de Vaucouleurs come esempio di galassia "SB(rs)bc" nel suo atlante di classificazione delle galassie.
La galassia ha una classe di luminosità II-III e presenta una larga riga a 21 cm dell'idrogeno neutro. Il database SIMBAD la classifica come galassia LINER, cioè una galassia il cui nucleo presenta uno spettro di emissione caratterizzato da larghe righe di atomi debolmente ionizzati.

## Scoperta
NGC 151 è stata scoperta il 28 novembre 1785 dall'astronomo britannico di origine tedesca William Herschel. Nel 1886 fu osservata dall'astronomo americano Lewis A. Swift che la considerò un oggetto mai osservato prima e la catalogò come NGC 153; solo in seguito si accorse che in realtà si trattava della già catalogata NGC 151.

## Supernove
Due supernovae sono state osservate in NGC 151.
- la prima, PTF11iqb, scoperta il 22 luglio 2011, era una supernova di tipo IIn, con magnitudine 17,1.[10]
- la seconda, SN 2023lnh, scoperta il 24 giugno 2023, era una supernova di tipo Ia e avente una magnitudine 18.[11]

## Gruppo di NGC 151
NGC 151 è la galassia più brillante del gruppo di galassie che porta il suo nome. Il Gruppo di NGC 151 comprende almeno altre tre galassie: 
NGC 217, MCG -2-2-30 et MCG -2-2-38.